# 그레이스 커나드

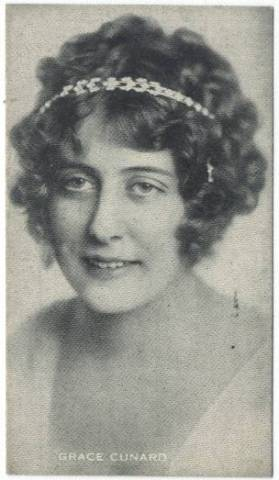

그레이스 커나드(Grace Cunard, 1893년 4월 8일 ~ 1967년 1월 19일)는 미국의 배우, 각본가, 영화 감독, 영화배우, 영화 프로듀서, 연극 배우이다.
콜럼버스에서 태어났으며 우들랜드힐스에서 사망하였다. 사인은 암이다.

## 영화
- 노스 스타 (1943년)
- 미이라의 무덤 (1942년)
- 쇼 보트 (1936년)
- 더 브로큰 코인 (1915년)
- 어 스터디 인 스칼렛 (1914년)